# 500 km del Nürburgring
La 500 km del Nürburgring è stata una corsa automobilistica di velocità in circuito.

## Albo d'oro
Dati relativi al solo Campionato del mondo sportprototipi.
| Anno | Nome                   | Piloti                        | Vettura        | Resoconto |
| ---- | ---------------------- | ----------------------------- | -------------- | --------- |
| 1962 | 500 km del Nürburgring | Eberhard Mahle                | Fiat-Abarth    | Resoconto |
| 1963 | 500 km del Nürburgring | Teddy Pilette Hans Herrmann   | Fiat-Abarth    | Resoconto |
| 1964 | 500 km del Nürburgring | Hans Herrmann Klaus Steinmetz | Abarth-SIMCA   | Resoconto |
| 1965 | 500 km del Nürburgring | Mauro Bianchi Lucien Bianchi  | Alpine-Renault | Resoconto |
| 1966 | 500 km del Nürburgring | Ernst Furtmayr                | Abarth         | Resoconto |
| 1967 | 500 km del Nürburgring | Roger Delageneste             | Alpine-Renault | Resoconto |